# Список графов д’Э

Графство Э в составе Нормандии. XII век
Территория графства Э
Остальная часть герцогства Нормандия

Графы д’Э (фр. Comtes d'Eu) — титул правителей нормандского графства Э.

## Нормандская династия

Герб графов д’Э из Нормандского дома

- 996 — ок. 1015: Годфрид де Брионн (ум. ок. 1015), граф д’Э и де Брионн, сын Ричарда I, герцога Нормандии;
- после 1017 — ок. 1030: Вильгельм I (ум. до 1040), граф Иемуа и д’Э, побочный сын Ричарда I, герцога Нормандии;
- ок. 1030 — 1040: Гилберт де Брионн (ум. 1040), граф де Брионн и д’Э, сын Годфрида;
- ок. 1048: Вильгельм (Гильом) Бусак (ум. ок. 1076), возможно граф д’Э, граф Суассона с 1057
- 1058—1093: Роберт († 1093), лорд Гастингс, сын предыдущего;
- 1093—1096: Вильгельм II († 1096), лорд Гастингс, сын предыдущего;
- 1096—1140: Генрих I († 1140), лорд Гастингс, сын предыдущего;
- 1140—1170: Жан I д’Э († 1170), лорд Гастингс, сын предыдущего;
- 1170—1191: Генрих II († 1191), лорд Гастингс, сын предыдущего;
- 1191—1246: Алиса д’Э, дочь предыдущего;
1194—1219: Рауль I де Лузиньян († 1219), сеньор д’Иссуден, супруг предыдущей, внук Гуго VIII де Лузиньяна.

## Дом де Лузиньян

Герб графов д’Э из дома де Лузиньян

- 1219—1246: Рауль II де Лузиньян († 1246), сеньор д’Иссуден, сын предыдущих;
- 1246—1260: Мария де Лузиньян (ум. 1260), дочь предыдущего;
1250—1260: Альфонс де Бриенн (1227—1270), сын Иоанна де Бриенн, короля Иерусалима и императора Латинской империи.

## Дом де Бриенн
- 1260—1294: Жан II де Бриенн († 1294), сын предыдущих;
- 1294—1302: Жан III де Бриенн († 1302), граф де Гин, сын предыдущего;
- 1302—1344: Рауль III де Бриенн († 1344), граф де Гин, коннетабль Франции, сын предыдущего;
- 1344—1350: Рауль IV де Бриенн († 1350), сын предыдущего.
- 1350: графство конфисковано королём Франции и передано Жану д’Артуа.

## Капетинги, линия Артуа

Герб дома д’Артуа

- 1350—1387: Жан д'Артуа (1321—1387), сеньор де Сен-Валери, сын Робера III д’Артуа;
- 1387—1387: Робер IV д'Артуа (1356—1387), сын предыдущего;
- 1387—1397: Филипп д’Артуа (1358—1397), коннетабль Франции, брат предыдущего;
- 1397—1472: Карл д'Артуа (1394—1472), сеньор де Сен-Валери, сын предыдущего.

## Буршье
- 1419—1420: Уильям Буршье (ум. 1420), назначен в 1419 году королём Англии Генрихом V, контролировавшим Нормандию, французы продолжали считать графом Карла д’Артуа.
- 1419—1449: Генри (ок. 1404 — 4 апреля 1483), 2-й граф д’Э 1420—1449?, виконт Буршье с 1446, 5-й барон Буршье с 1432, 1-й граф Эссекс с 1461

## Бургундский дом
- 1472—1477: Жан Бургундский (1415—1491), граф де Невер, д’Этамп и де Ретель, племянник предыдущего.
- 1477: графство приобретено Карлом Смелым, герцогом Бургундии.
- 1482: графство возвращено Людовику XI, королю Франции.

## Клевско-Неверский дом

Герб Клеве-Неверского дома

- 1491—1506: Энгельберт Клеве-Неверский (1462—1506), граф де Невер и д’Осер, пэр Франции (c 1506), внук Жана Бургундского;
- 1506—1521: Карл II Неверский († 1521), граф де Ретель, герцог Неверский, сын предыдущего;
- 1521—1562: Франсуа I Неверский (1516—1562), граф де Ретель, герцог Неверский, сын предыдущего;
- 1562—1563: Франсуа II Неверский († 1563), сын предыдущего;
- 1563—1564: Жак Неверский († 1564), брат предыдущего;
- 1564—1633: Екатерина Клевская (1548—1633), сестра предыдущего;
1564—1567: Антуан III де Круа († 1567), принц де Порсьен, первый супруг Екатерины Клевской;
1570—1588: Генрих I де Гиз (1550—1588), герцог де Гиз, принц де Жуанвиль, второй супруг Екатерины Клевской.

## Дом де Гиз

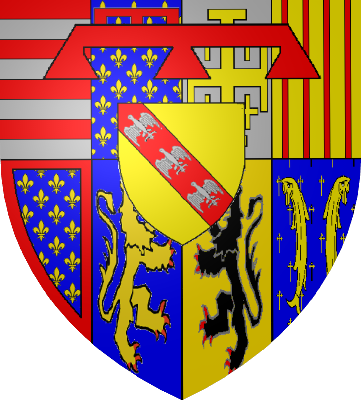
Герб герцогов де Гиз из Лотарингского дома

- 1633—1640: Карл I де Гиз (1571—1640), герцог де Гиз, принц де Жуанвиль, сын предыдущих;
- 1640—1660: Генрих II де Гиз (1614—1664), герцог де Гиз, принц де Жуанвиль, архиепископ Реймский, сын предыдущего;
- 1660: титул графини д’Э продан Анне-Марии-Луизе Орлеанской, герцогине де Монпансье.

## Династия Бурбонов
- 1660—1680: Анна-Мария-Луиза Орлеанская (1627—1693), герцогиня де Монпансье, дочь Гастона, герцога Орлеанского;
- 1680 : титул графа д’Э продан Луи-Огюсту де Бурбону, герцогу Мэнскому;
- 1680—1736: Луи-Огюст I де Бурбон (1670—1736), герцог Мэнский, узаконенный сын Людовика XIV и мадам де Монтеспан;
- 1736—1755: Луи-Огюст II де Бурбон (1700—1755), принц де Домб, сын предыдущего;
- 1755—1775: Луи-Шарль де Бурбон (1701—1775), брат предыдущего;
- 1775—1793: Луи-Жан-Мари де Бурбон (1725—1793), герцог де Пентьевр, сын Луи-Александра де Бурбона, внук Людовика XIV и мадам де Монтеспан;
- 1793—1821: Луиза-Мария-Аделаида де Бурбон (1753—1821), дочь предыдущего;
- 1821—1830: Луи-Филипп Орлеанский (1773—1850), сын предыдущей и Филиппа Эгалите, герцога Орлеанского, король Франции (1830—1848).

- Гастон д’Э (1842—1922), титулярный граф д’Э, герцог де Немур, супруг наследницы престола Бразилии, внук короля Луи-Филиппа.
- Фульк Орлеанский (род. 1974), титулярный граф д’Э и герцог д’Омаль.